# Pilori de Marialva
Le pilori de Marialva (en portugais : Pelourinho de Marialva) se trouve dans la freguesia de Marialva, du concelho de Mêda, dans le district de Guarda, au Portugal.
Ce pilori manuélin construit au XVIe siècle mesure environ six mètres de hauteur. Il se dresse à proximité d'un château médiéval, dans le centre historique de Marialva.
Il est classé comme Imóvel de Interesse Público depuis 1933.